# علم الانتداب البريطاني على فلسطين

علم الانتداب البريطاني على فلسطين

علم الاتحاد

علم الانتداب البريطاني في فلسطين هو علم حكومة الانتداب البريطاني على فلسطين في الفترة من عام 1920 حتى عام 1948، حيث كان التصميم مستوحى من علم الاتحاد التابع للمملكة المتحدة، مع وجود العديد من الأعلام الخاصة بالدوائر الحكومية في البلاد. تم استخدام هذا العلم على الأرض بشكل محدود جدا، ولم يتبناه العرب الفلسطينيون ولا اليهود. وكان يقوم على الراية الحمراء البريطانية (الراية المدنية) بدلا من الراية الزرقاء (التي تستخدم كأساس لأعلام في أغلب الأراضي الأخرى التي كانت تحت الحكم البريطاني في أفريقيا وآسيا)، حيث كان المقصود من ذلك استخدامها في عرض البحر من قبل السفن الغير الحكومية.